# Pionier nord-american

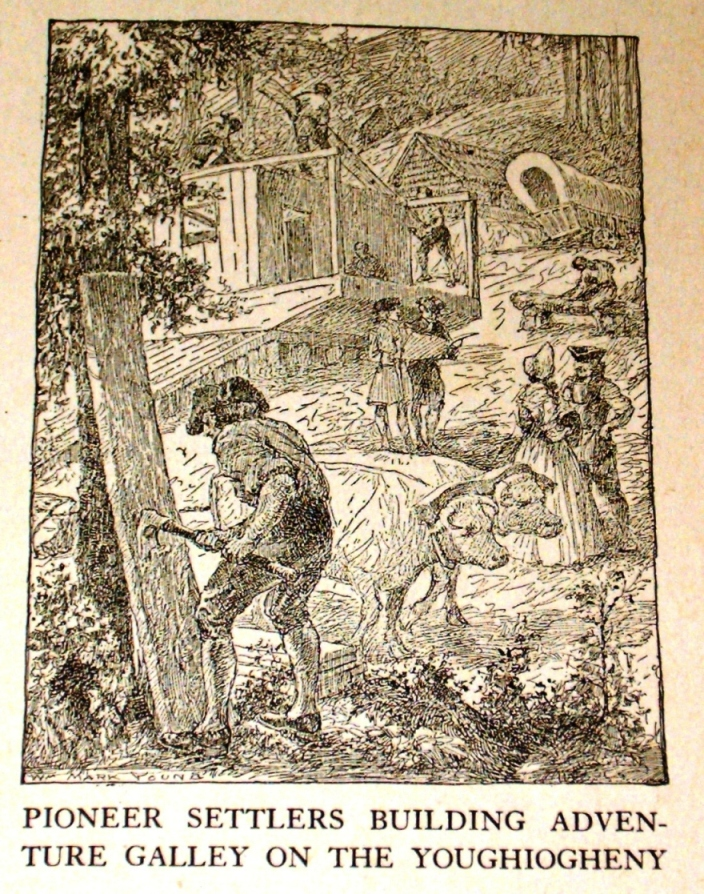
Pionieri nord-americani construind barcazul Adventure Galley pe feribotul Sumrill, de pe râul Youghiogheny, în luna martie a anului 1788.

Prin conceptul de pionier din America de Nord sau pionier nord-american se face referință la oricare dintre persoanele care, pe durata Istoriei Statelor Unite, au migrat din așezările de pe coasta de Est spre așezările de pe coasta de Vest, colonizând noi domenii. 
Termenul se referă mai ales la cei care au mers, cu gând să se stabilească, în oricare dintre teritoriile care anterior nu au fost locuite sau cultivate de către descendenți ai societății europene sau americane, chiar dacă acel teritoriu ar fi fost locuit sau utilizat de popoarele indigene.

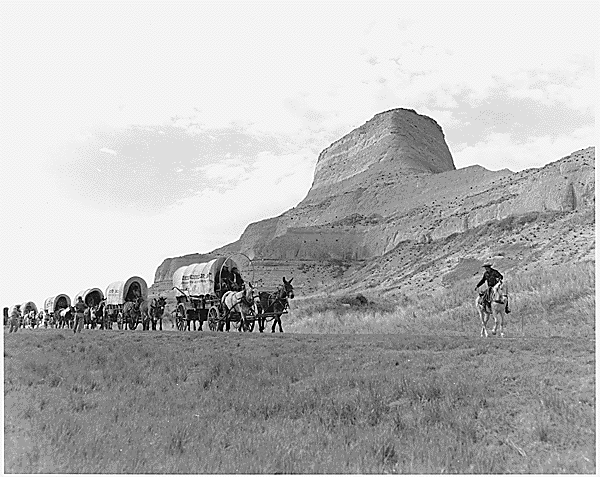
Recrearea rutei de Oregon, la nivel de Scotts Bluff.

Conceptul de pionier și filosofia acestui termen, sunt mult mai vechi decât perioada de migrare către acele părți ale Statelor Unite care se numesc acum Vest (la fel ca mai multe locuri care se numesc acum Est), unde s-au stabilit  la vremea lor,, de asemenea, pionierii de pe aceasta coasta. Spre exemplu, Daniel Boone, o figură cheie în istoria pionierului american, s-a stabilit în Kentucky, pe când acest "pământ întunecat și sângeros" era încă în stadiu de ne-dezvoltare.
Un avânt important în soluționarea așezării (stabilirii) oamenilor în Vest l-a dat Homestead Act, act care prevede instituirea acelei legislații care a reglementat procedurile legale de așezare (de stabilire).

## Cultura populară și folclor
Figura de pionier a jucat un rol important în cultura americană, atât în literatură cât și în folclor.  Pionierul nu este singura figură iconică care face act de prezență în perioada colonizării Vestului. Multă notă culturală o dau și alte figuri, de caracter mai mult sau mai putin tranzitoriu, cum ar fi cowboy, vânători, prospectori, mineri, etc Cu toate acestea, pionierul solitar ii reprezintă pe cei care au intrat în teritorii neexplorate, în căutare de o viață nouă în încercarea de a-și stabili acolo o rezidență permanentă. 
Diverse figuri de-ale folclorului și de-ale literaturii americane tipizează pionierul. Vânătorul de cerbi a fost figura cea mai de succes, dintr-o serie de alte principii, același lucru fiind și căutătorul de blănuri (de piei), dar asta cu privire la viața pionieră din New York. Căsuța din prerie, un secol mai târziu, tipizează o serie de romane care au descris, pe mai departe, o familie pionieră. Daniel Boone și Davy Crockett sunt două figuri iconice, din viața reală, a istoriei pioniere.